# Misogínia judicial
La misogínia judicial és una pràctica discriminatòria dins l'àmbit judicial que perpetua la violència institucional cap a les dones. Es manifesta a través de prejudicis i estereotips sexistes que influeixen en les decisions judicials, sovint revictimitzant les dones i els seus fills i filles. Aquesta violència institucional pot negar l'accés a la justícia, mantenir les dones en situacions d'abús i dificultar la seva recuperació després del trauma.
El concepte de misogínia judicial ha estat desenvolupat per l'escriptora i jurista feminista Beatriz Gimeno en el seu llibre Misoginia Judicial. La guerra jurídica contra el feminismo. Segons Gimeno, les actituds sexistes estan arrelades en la cultura judicial, fet que es tradueix en sentències i resolucions judicials injustes, especialment en casos de violència masclista, custòdia de fills o filles o agressions sexuals.
Un exemple paradigmàtic d'aquesta misogínia és l'ús del Síndrome d'Alienació Parental (SAP) com a argument judicial. Aquesta suposada teoria defensa que les dones utilitzen la manipulació per apartar els fills dels seus pares, desestimant així les seves denúncies de violència o abús. Aquest tipus d'argumentari desplaça el focus de l'agressor cap a la víctima, perpetuant la discriminació.
En molts casos, aquesta discriminació judicial es deu a la manca de formació en perspectiva de gènere dels operadors jurídics, així com als biaixos masclistes dins del sistema judicial. La desconfiança cap a les dones que denuncien violència i la manca d'empatia amb les víctimes són factors recurrents que agreugen la situació. Aquesta violència institucional forma part d'un sistema que, sovint, no és capaç de reconèixer ni abordar adequadament les violències de gènere.